# 扎奧澤爾內 (卡霍夫卡區)
46°36′1″N 33°57′26″E / 46.60028°N 33.95722°E
扎奧澤爾内（烏克蘭語：Заозерне）是位於烏克蘭南部的村莊，由赫爾松州卡霍夫卡區的塔夫里昌卡市鎮負責管轄。該村始建於1960年，面積9.43平方公里，海拔高度37米，2001年人口855，人口密度每平方公里90.7人。